# Chukuchuk
Chukuchuk je pokrm z kuchyně Marshallových ostrovů. Jedná se o koule přibližně o velikosti golfového míčku, vyrobené z rozvařené lepkavé rýže a obalené v nastrouhaném kokosu. 
Na Marshallových ostrovech je chukuchuk poměrně populární, protože je velmi jednoduchý na přípravu. Podává se při speciálních příležitostech, nebo jako příloha ke grilovanému masu, rybám nebo ovoci.